# ای‌سی‌تی (آزمون)
ای سی تی (به انگلیسی: ACT) یکی از دو امتحان استاندارد برای ورود به دانشگاه در آمریکا است.
اولین بار در پاییز سال ۱۹۵۹ برای رقابت با اس ای تی (به انگلیسی: SAT) دیگر امتحان ورودی دانشگاه توسط آقای اورت فرانکلین لیندکوییست شروع به کار کرد. دانش آموزان بسته به انتخاب خود و توانایی‌های خود می‌توانند هر کدام از دو امتحان را برای ورود به دانشگاه بدهند. در فوریه ۲۰۰۵ امتحان نوشتن به صورت اختیاری به امتحان اضافه شد که تغییرات کوچکی را در امتحان ایجاد کرد. تمام دانشگاه‌های ۴ ساله آمریکا فقط نمره امتحان را به عنوان شرط ورود به دانشگاه اعلام کردند ولی تعداد کمی از مراکز آموزشی به علاوه نمره امتحان ای سی تی معدل دانش آموز و رتبه دانش آموز در کلاس و فعالیت‌های دانش آموز خارج از مدرسه را به شرط‌های ورود به دانشگاه‌های خودشان اضافه کردند.

## استفاده  و کاربرد

نقشه نشان دهنده ایالات آمریکاست که دانش اموزان آن ایالت امتحان SAT(نارنجی) و ACT(رنگ آبی) در سال ۲۰۰۶ برای ورود به دانشگاه داده‌اند

ای سی تی بیشتر در قسمت‌های میانی آمریکا و شمالی آمریکا استفاده می‌شود و اس ای تی در قسمت‌های کناره‌ای در جنوب آمریکا استفاده می‌شود.
آزمون ACT برای ورود به دانشگاههای آمریکا در مقطع کارشناسی (لیسانس) است و اکثریت دانشگاهها نیز نمرات این آزمون را نسبت به سایر آزمونها ترجیح میدهند.
از مزیت های آزمون ACT میتوان به موارد زیر اشاره کرد:
- این آزمون و نمراتی که از ان اخذ می‌کنید، مورد تایید تمامی دانشگاه‌های کشور آمریکا بوده و معیار استانداردی جهت نشان دادن توانایی‌های شما هستند.
- برای دانش آموزانی که به هر دلیل نتوانسته‌اند در مقطع دبیرستان نمره مناسبی کسب کنند، فرصت خوبی را فراهم آورده تا خود را به اثبات برسانند.
- محک مناسبی برای سنجش خودتان محسوب می‌شود تا ببینید که در چه زمینه‌هایی قوت و یا ضعف دارید.
- اگر نمرات مستمری و GPA بالایی داشته باشید، کمک هزینه تحصیلی از سمت دانشگاه دریافت خواهید کرد، گرفتن نمره بالاتر از این آزمون هم شانس شما در گرفتن این کمک هزینه را بالاتر خواهد برد.
- دانشجویانی که سابقه عملی ضعیفی دارند، فرصت مناسبی را محیا می‌کند تا با نمرات این آزمون بتوانند در شرکت‌های بزرگ استخدام شوند.

## عناوین امتحان
آزمون ACT از ۴ بخش اجباری و یک بخش اختیاری تشکیل شده است که هر بخش اجباری نمرهای بین ۱ تا ۳۶ را در برمیگیرد. بخش اختیاری نیز نمرهای بین ۱ تا ۱۲ دارد و بیشتر مناسب کسانی است که برای کالج مقصد آنها این بخش ضروری است. در هر صورت متوسط نمرهٔ نمرات ۴ بخش اجباری ۲۱ است و بالاتر از این نمرهٔ قابل قبولی برای اکثر دانشگاهها محسوب خواهد شد هرچند که قبولی یا رد در آزمون ACT نداریم و هرچه نمرهٔ کسب شده بیشتر باشد، بهتر است. برای دانشگاههای برتر نمرهٔ بالای ۳۱ فوق العاده است و شانس شما را افزایش میدهد.

### بخش اجباری
سؤالات آزمون ACT مجموعاً ۲۱۵ عدد است که در ۴ بخش اجباری پخش شده و یک بخش اختیاری نوشتاری نیز دارای ۱ سؤال میباشد. برای پاسخگویی به کل سؤالات نیز ۲ ساعت و ۵۵ دقیقه بدون احتساب بخش اختیاری و ۳ ساعت و ۳۵ دقیقه با احتساب بخش اختیاری فرصت خواهید داشت که تقریباً برای هر سؤال ۴۹ ثانیه فرصت دارید که بدون احتساب زمانهای استراحت است.
۴ بخش اجباری شامل:
1. بخش درک مطلب (Reading) با ۴۰ سؤال
2. بخش زبان انگلیسی (English) با ۷۵ سؤال
3. بخش ریاضی (Math) با ۶۰ سؤال
4. بخش علوم (Science) نیز با ۴۰ سؤال به ترتیب طراحی میگردند.
5. بخش اختیاری نوشتاری یا انشا (Writing) نیز ۱ سؤال خواهد داشت.

#### زبان انگلیسی
این قسمت دارای ۵ متن با ۷۵ سؤال چند گزینه ای است. دو مهارتی که باید برای این بخش از آزمون ACT تقویت کنید نحوه ی استفاده و درک قوانین گرامری و مهارت های درک مطلب متن میباشد. برای پاسخگویی به سؤالات این بخش نیز ۴۵ دقیقه فرصت خواهید داشت.

#### ریاضی
سؤالاتی که برای این بخش از آزمون ACT طراحی میگردند در حوزه‌های زیر هستند که 60 دقیقه فرصت دارید و کل سؤالات این بخش (۶۰ سؤال) را تشکیل میدهد:
- جبر مقدماتی: ۲۰ تا ۲۵%  سوالات را تشکیل می دهد و طراحی آن به صورت مسائل عددی، ضرب/فاکتوریل/پرایم، درصدها، رادیکال، نسبتها، میانگین/میانه/مد، احتمال، مقادیر محض، سری ها، آمارهای توصیفی ساده و غیره میباشد.
- جبر ابتدایی: ۱۵ تا ۲۰% سؤالات را تشکیل میدهد که شامل سؤالاتی نظیر جایگزینی، ساده سازی، حل معادلات خطی، نامعادله ها، حل معادلات درجه دوم و غیره میباشد.
- جبر سطح متوسط: ۱۵ تا ۲۰% کل سؤالات را تشکیل داده و شامل حل سیستم های معادلات، توابع، ماتریکس، لگاریتم، نامعادلات، توالیها و الگوها و اعداد مرکب میباشد.
- هندسهی مختصات: ۱۵ تا ۲۰% کل سؤالات را تشکیل داده و شامل خطوط عددی، نامعادلات نموداری، مسافت و نقاط میانه، محاسبه ی شیب خط، خطوط موازی و عمودی، معادله ی خطی و مخروط ها میباشد.
- هندسهی مسطحه: شامل ۲۰ تا ۲۵% کل سؤالات را تشکیل داده و سؤالات در مورد خطوط و زوایا، مثلثات، چند ضلعیها، دایرهها، هندسه ی سه بعدی، حجم، خصوصیات دایره ها، مثلثات و متوازی الاضلاع میباشند.
- مثلثات: شامل ۵ تا ۱۰% کل سؤالات را تشکیل میدهد. سؤالات شامل حل مثلثات، شناسایی مثلثات و نمودارها، توابع مثلثات نموداری و حل معادلات مثلثات میباشند.

#### درک مطلب
این قسمت شامل ۴ متن که در کل ۴۰ سؤال را شامل میشود و ۳۵ دقیقه نیز فرصت پاسخگویی دارید. متن هایی که برای این قسمت طراحی میشوند ۴ حوزه ی گسترده: علوم اجتماعی، انسانی، طبیعی و داستان ادبی را در بر میگیرد. باید بتوانید ایده ی کلی هر متن را پیدا کرده، جزئیات مهم را شناسایی کرده و ایده های پیوسته و مرتبط را نیز رمزگشایی کنید، به درک علت و معلولی و مقایسهای برسید و مفاهیم عمقی هر متن را نیز متوجه شوید.

#### علوم
این قسمت نیز دارای ۷ متن با ۴۰ سؤال میباشد که ۳۵ دقیقه نیز به شما فرصت داده شده است. معمولا همراه هر متن، نمودار، جدول و گراف وجود داشته و موضوعات پیرامون فیزیک، شیمی، زیست شناسی و زمین شناسی هستند. باید بتوانید به منطق هر متن پی برده، به دانش هر تئوری و فرضیه پی کرده و بتوانید داده ها و اطلاعات داده شده را تجزیه و تحلیل کنید.
مدیریت زمان
مدیریت زمان در بخش ریاضی ACT بسیار مهم است. با تنها 60 دقیقه پاسخ دادن به 60 سوال، ضروری است که خودتان را به طور موثر گام بردارید. سعی کنید برای هر سوال بیش از یک دقیقه برای قبولی در آزمون اول خود وقت بگذارید. ابتدا به سوالاتی که راحت‌تر می‌دانید پاسخ دهید، سپس با زمان باقی‌مانده به مشکلات چالش‌برانگیزتر بازگردید.
استفاده از ماشین حساب
ماشین حساب در بخش ریاضی ACT مجاز است، اما باید یک مدل تایید شده باشد. قبل از روز آزمون با عملکردهای ماشین حساب خود آشنا شوید تا به طور موثر از آن استفاده کنید. در حالی که یک ماشین حساب می تواند ابزار مفیدی باشد، از اتکای بیش از حد به آن برای محاسبات ساده که می توانند با سرعت بیشتری با دست انجام شوند، خودداری کنید.
حذف و حدس زدن
هنگامی که با یک سوال دشوار روبرو می شوید، از فرآیند حذف برای محدود کردن گزینه های پاسخ استفاده کنید. هر گزینه ای را که به وضوح نادرست است حذف کنید، سپس از بین گزینه های باقی مانده حدس بزنید. از آنجایی که حدس زدن جریمه ای ندارد، حدس زدن بهتر از بی پاسخ ماندن سوال است.
تمرین و مرور
تمرین مداوم کلید موفقیت در بخش ریاضی ACT است. از تست ها و سوالات رسمی ACT استفاده کنید تا با قالب و انواع سوالاتی که با آنها روبرو خواهید شد آشنا شوید. پس از اتمام تست های تمرینی، پاسخ های خود را مرور کنید تا اشتباهات خود را بفهمید و از آنها درس بگیرید.(برخی نمونه سوالات ریاضی ACT)

### نوشتاری انشا - اختیاری
در این بخش یک موضوع مشخص به شما داده میشود که ۴۰ دقیقه زمان پاسخگویی آن است. 3 نقطه نظر متفاوت پیرامون این موضوع آورده شده و شما باید بتوانید آنها را تجزیه و تحلیل کرده، نقاط ضعف و قوت هر یک را شناسایی کنید، منطق هر کدام را به چالش کشیده و با یکدیگر مقایسه نمایید تا در نهایت متنی جامع و یکپارچه به تحریر درآورید.

### نحوه محاسبه نمرات آزمون ACT
نمره بخش‌های اجباری آزمون بین ۱ تا ۳۶ متغیر است. همچنین نمره بخش اختیاری یا همان نوشتار نیز از ۲ تا ۱۲ نمره محاسبه می‌شود. حداقل نمره قبولی در هر بخش ۲۱ محسوب می‌شود و اگر کمتر از ۶ نمره در هر بخش به دست آورید، دانشگاه نمره شما را معتبر نخواهد دانست.
به نوعی نیز می‌توان گفت که شما با گرفتن نمره پایین‌تر از ۶ در تمامی ۵ بخش مردود خواهید شد و باید در آزمون دوباره شرکت نمایید.

## شرایط و قوانین آزمون ACT
با توجه به سخت گیریهای مرکز برگزاری آزمون یعنی ACT، سعی در برقراری شرایطی کاملا یکسان برای همه ی افراد است لذا هرگونه تخطی از این قوانین موجب بیرون کردن شما از جلسه و کنسل شدن نمره ی شما خواهد گردید پس تمامی مواردی که در زیر گفته میشود را رعایت کنید:
- کاملا سر وقت به مرکز آزمون برسید چرا که کمی قبل از ساعت 8 برگه های آزمون توزیع میگردد تا رأس ساعت آزمون شروع شود. در این مورد اصلا سعی نکنید جدیت عوامل برگزار کننده ی آزمون را بسنجید.
- در صورتی که زمان پاسخ دهی به یکی از بخشها تمام نشده باشد و شما وارد بخش بعدی سؤالات در دفترچهی آزمون گردید و یا به بخش قبلی که زمان آن اتمام رسیده برگردید تا به سؤال پاسخ دهید تقلب محسوب شده و واکنش شدیدی را به همراه دارد.
- در بین بخش های آزمون استراحت مختصری اختصاص داده شده در اینگونه مواقع فقط به خوردن خوراکی و نوشیدن آب فکر کنید، هرگونه تبادل اطلاعات و بررسی سؤالات بخش قبلی، تقلب محسوب میگردد.
- هنگام ورود به مرکز آزمون گوشی همراه خود را خاموش کنید، اگر کوچکترین صدایی ایجاد گردد و یا حتی به گوشی خود نگاه کنید، برگه ی شما گرفته شده و قادر به ادامه  آزمون نخواهید بود و نمره ی شما صفر محسوب میگردد.
- حتما برگه ی ورود به امتحان همراه با کارت شناسایی و پاسپورت دارای تاریخ معتبر را با خود به همراه داشته باشید ضمن اینکه داشتن عکس معتبر و واضحی که اخیرا گرفته اید نیز الزامی است.
- مداد و پاک کن به همراه خود بیاورید چرا که آزمون فقط به صورت کاغذی است.
- ماشین حسابی میتوانید به همراه داشته باشید که سر و صدا نداشته باشد، یا صفحهی آن از نوع QWERTY نبوده باشد. همچنین قادر به استفاده از ماشین حساب گوشی نیز نخواهید بود.
- مواد و وسایل متفرقه ی مجاز شامل مواد خوراکی و آب هستند.
- هیچ وسیله ی الکترونیکی به جز ماشین حساب باتری دار و گوشی تلفن خاموش نمیتوانید همراه داشته باشید.
- برگه یادداشت به همراه داشتن ممنوع است.
- دیکشنری برای بخش سؤالات زبان ممنوع است.

### افراد واجد شرایط و غیر واجد شرکت در آزمون ACT
- تمامی کسانی که بالای 13 سال باشند واجد شرایط هستند و میتوانند در آزمون شرکت کنند.
- اگر داوطلب بیش از 12 بار در آزمون مردود نشده باشد میتواند در آزمون ACT شرکت نماید.
- متقاضیان با هر نمره ی معدل دیپلم دبیرستان یا GPA میتوانند شرکت نمایند.
- دانشجویان بین المللی نیز که قصد ورود به دانشگاههای آمریکا در مقطع لیسانس را داشته باشند قادر به شرکت هستند.
- در صورتی که کالج انتخابی شما بین دو آزمون ACT و SAT، ارجحیت برای آزمون ACT قائل شده باشد میتوانید در این آزمون شرکت نمایید.[۱۱][۱۲]